# Abdo Hussameddin
Abdo Hussameddin (* 1954) ist ein syrischer Politiker. Er soll laut Oppositionsangaben der erste hochrangige Regierungsvertreter gewesen sein, der während des Aufstands 2011/2012 auf die Seite der Aufständischen wechselte. Demnach war er von August 2009 bis März 2012 stellvertretender Minister für Öl und Bodenschätze seines Landes.

## Leben
Hussameddin ist ein Ingenieur der Erdölfördertechnik. Er begann sein Arbeitsleben bei der staatlichen Syrian Petroleum Company.
Nach eigener Aussage arbeitete Hussameddin 33 Jahre für die syrische Regierung.
Er trat am 8. März 2012 im Zuge des Aufstands 2011/2012 von seinem Posten als stellvertretender Ölminister zurück und schloss sich als erster ranghoher Regierungsvertreter der Opposition an. Als Grund gab er die „brutale Kampagne des Regimes“ an und bezeichnete die syrische Regierung und ihre Verbündeten als „kriminell“.

## Persönliches
Hussameddin ist verheiratet und hat vier Kinder.